# Kuptorja
Kuptorja románul: Cuptoare, falu Romániában, a Bánságban, Krassó-Szörény megyében.

## Fekvése
Teregovától délre, Kismiháld és Körtvélypatak közt fekvő település.

## Története
Kuptorja nevét 1501-ben említette először oklevél Kuptor néven.
1557-ben pr. Komptore, 1609-ben Kuptore, 1808-ban Kuptora,  1888-ban Kuptoria, 1913-ban Kuptorja néven írták.
A trianoni békeszerződés előtt Krassó-Szörény vármegye Teregovai járásához tartozott.
1910-ben 997 lakosából 10 magyar, 978 román volt. Ebből 10 római katolikus, 987 görög keleti ortodox volt.

## Források

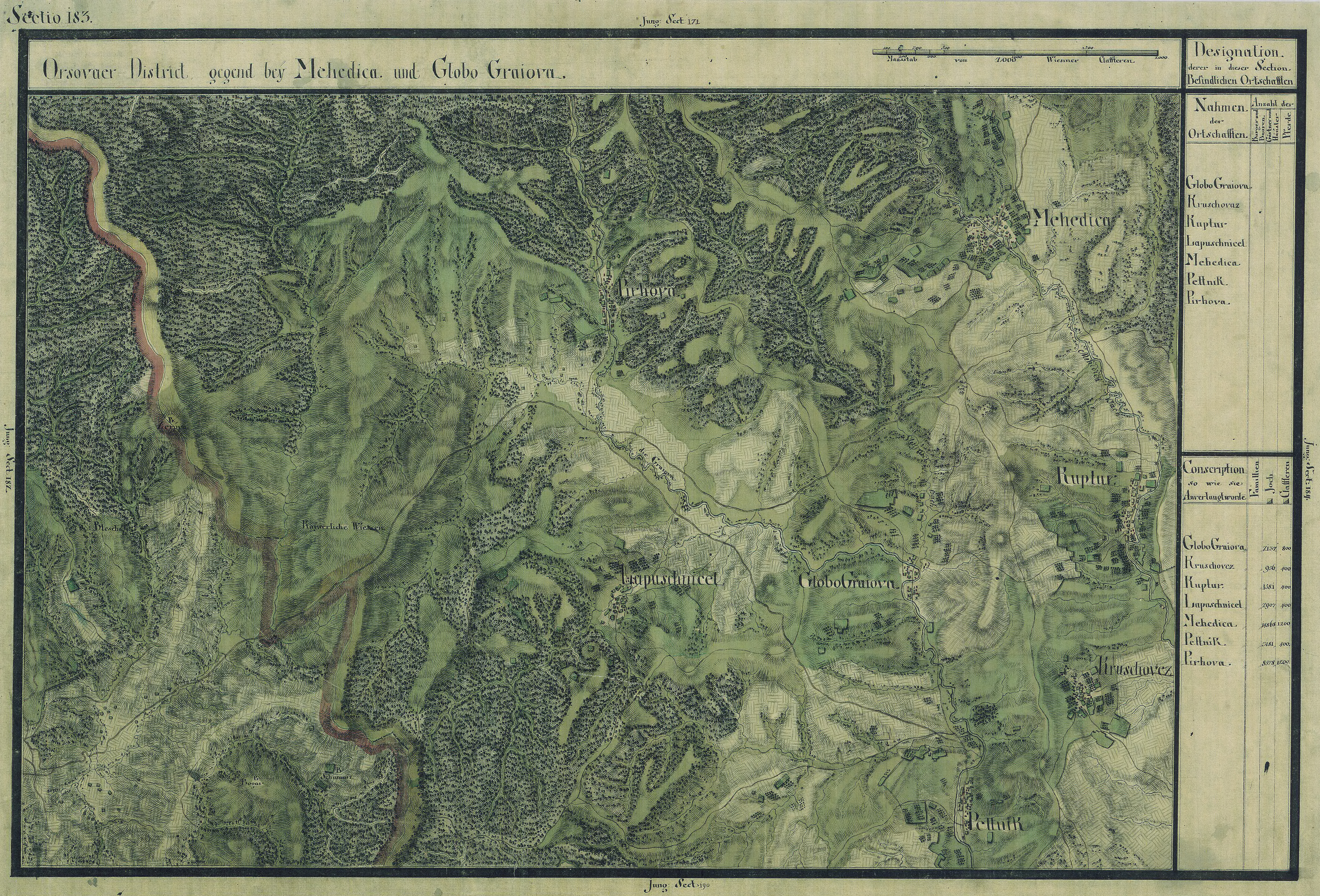
Kuptorja egy régi térképen